# Casco de Peretu
El Casco de Peretu es un casco Geto-Dacio de plata dorada datado en el siglo IV a. C. y que actualmente se conserva en el Museo de Historia Nacional de Rumanía en Bucarest.

## Descubrimiento
Fue encontrado en 1971 en Peretu, parte del distrito de Teleorman en Rumania, en un túmulo donde se considera que estuvo enterrado un príncipe o líder local geta y donde además del casco también se encontraron más de 50 objetos de plata bañados en oro, que en total llegaban a pesar 2585 gramos, siendo 750 de ellos solamente del casco. 
El descubrimiento en sí ocurrió cuando el labrador Alexandru Trână realizaba labores agrícolas en la finca  denominada como "La Izvoare" cuando la pala de su tractor se atascó con los elementos metálicos del yacimiento y descubrió el túmulo. 
Tras una excavación de emergencia realizada ese mismo año por el arqueólogo Emil Moscalu del Instituto de Arqueología "Vasile Pârvan" de Bucarest se pudo ver que el túmulo tenía dos cámaras funerarias, en la primera había un esqueleto rodeado de diversos objetos de cerámica, cuchillos de hierro, puntas de flecha, objetos de plata dorada, vasijas de bronce mientras que en la segunda sala se descubrieron los esqueletos de dos caballos, una vaca y dos perros de caza, y junto a ellos también había un carro con cuatro ruedas de hierro.

## Decoración
El Casco de Coțofenești y otros cascos getas como los de Portile de Fier, Aghighiol y Cucuteni comparten las mismas características pictóricas, considerándose tras estudios posteriores que las representaciones faunísticas y vegetales que se pueden observar en los cascos son una forma de representar el poder dinástico, siendo en este caso un águila ricamente emplumada y crestada que sostiene un conejo en sus garras y un pez en su pico mientras que en la mejilla derecha está representado un ciervo.

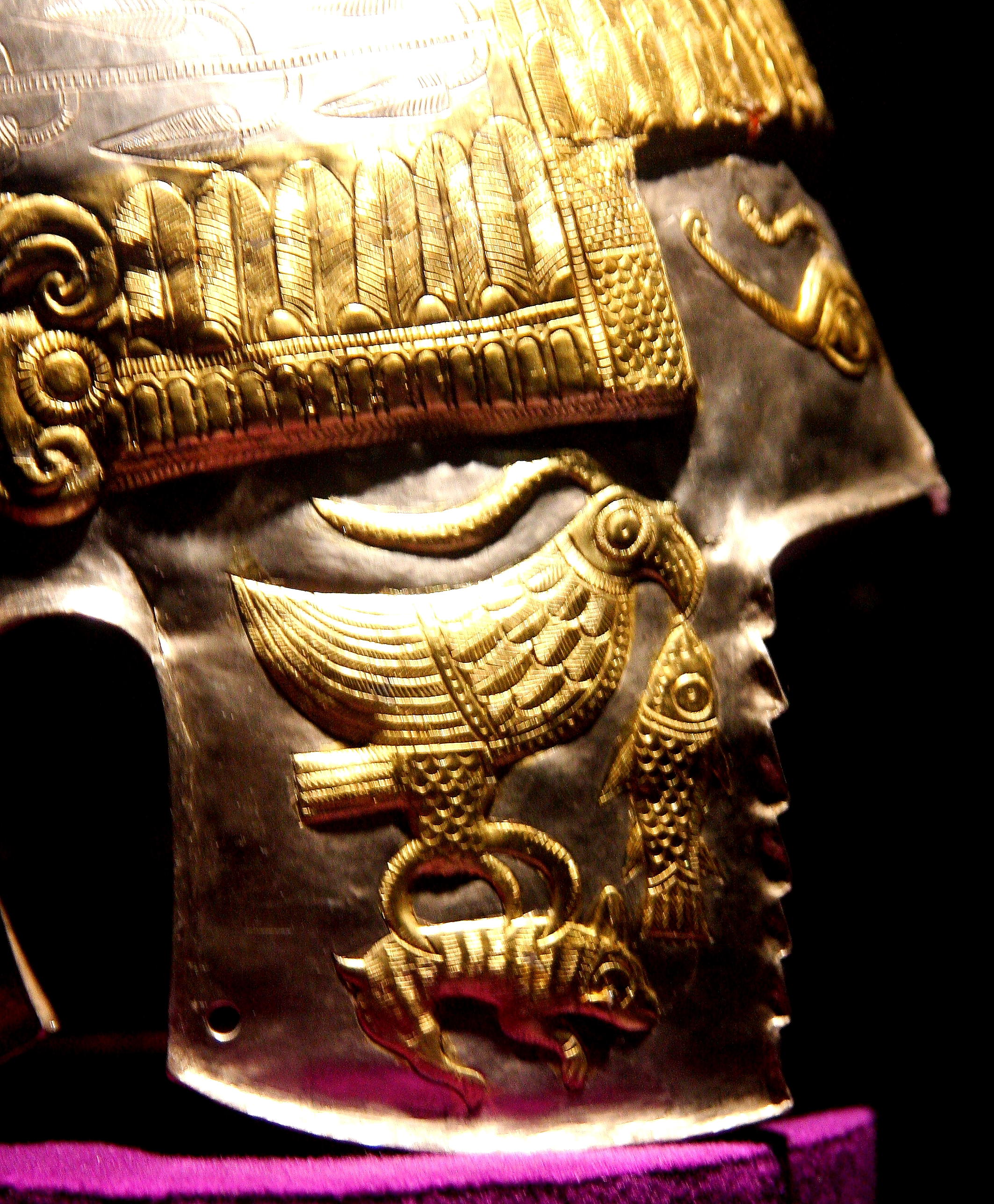
Detalle del águila con el conejo entre sus garras y el pez en su pico.
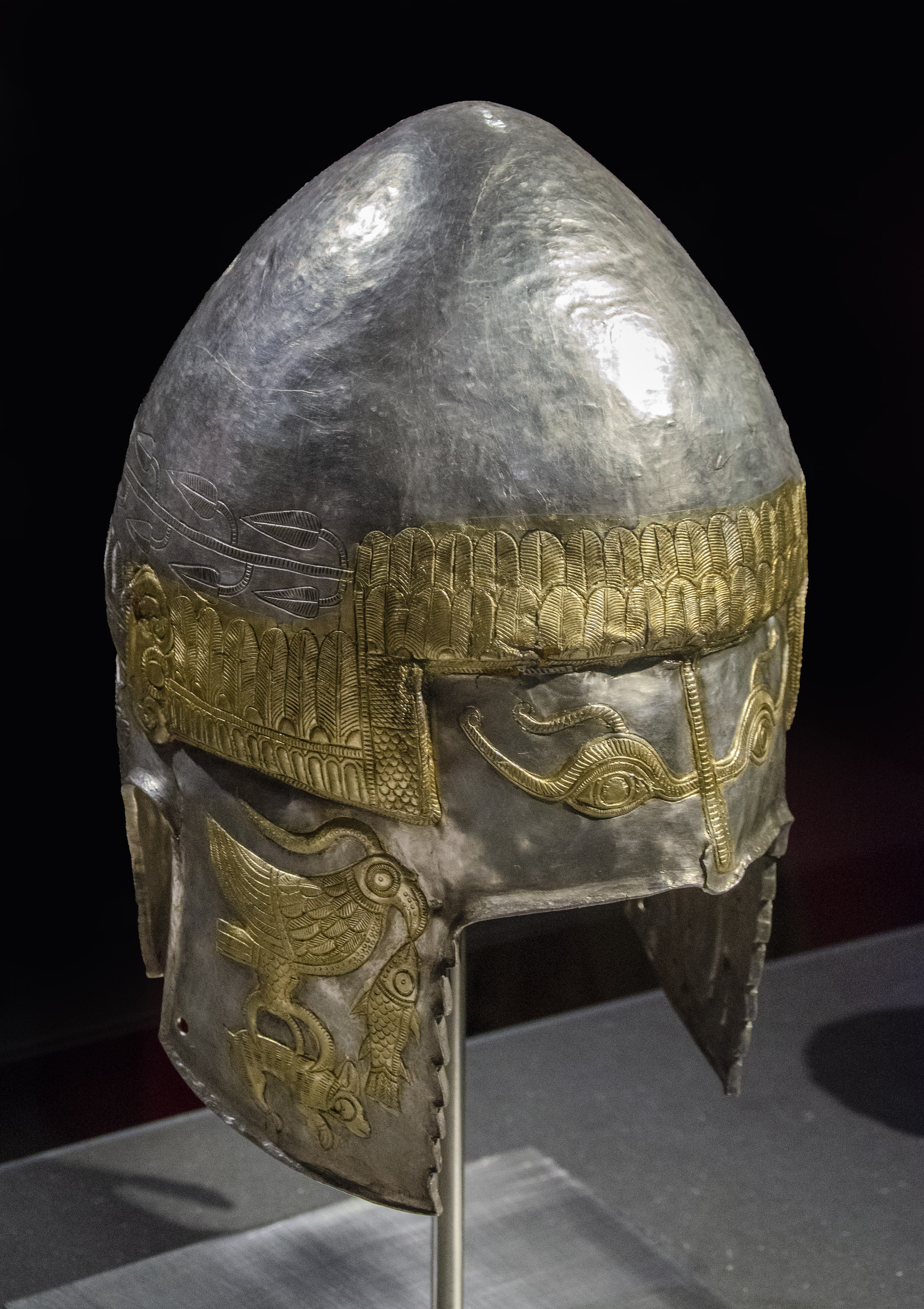
Vista frontal del casco donde se puede ver el detalle de la decoración de unos ojos falsos
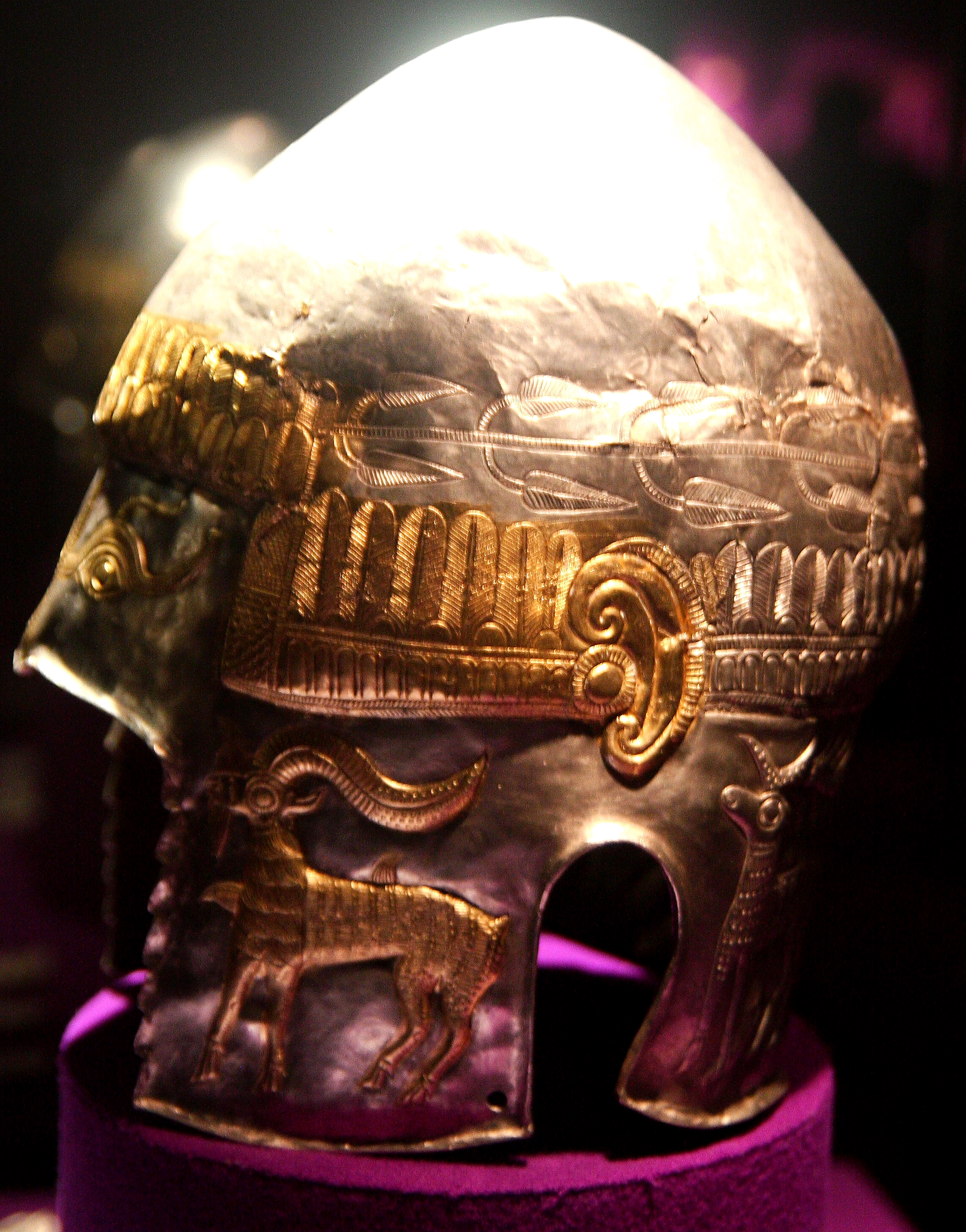
Detalle del ciervo representado en la mejilla derecha del casco.

## Uso
Debido a la gran cantidad de riqueza tanto material como pictórica así como su representación del poder dinástico y personal hace que su uso ocurriera sólo con motivo de escenas de culto e investidura, matrimonio, giras reales, recibimiento de invitados y, posiblemente, caza.